# Suwallia wardi
Suwallia wardi är en bäcksländeart som beskrevs av Boris C. Kondratieff och Kirchner 1991. Suwallia wardi ingår i släktet Suwallia och familjen blekbäcksländor. Inga underarter finns listade i Catalogue of Life.